# Антоніо Санабрія
Антоніо Санабрія (ісп. Antonio Sanabria, нар. 4 березня 1996, Сан-Лоренсо) — парагвайський футболіст, нападник італійського «Торіно» і національної збірної Парагваю.

## Клубна кар'єра
Народився 4 березня 1996 року в місті Сан-Лоренсо. Вихованець юнацьких команд футбольних клубів «Серро Портеньйо», «Барселона» та «Рома».
У дорослому футболі дебютував 2013 року виступами за команду клубу «Барселона Б», в якій провів один сезон, взявши участь лише у 10 матчах чемпіонату.
Протягом 2014—2014 років захищав кольори команди клубу «Сассуоло».
Своєю грою за останню команду привернув увагу представників тренерського штабу клубу «Рома», до складу якого приєднався 2014 року. Відіграв за «вовків» наступний сезон своєї ігрової кар'єри.
Сезон 2015—2016 був орендований клубом «Спортінг» (Хіхон). Більшість часу, проведеного у складі хіхонського «Спортінга», був основним гравцем атакувальної ланки команди. У складі хіхонського «Спортінга» був одним з головних бомбардирів команди, маючи середню результативність на рівні 0,38 голу за гру першості.
2016 року перейшов до клубу «Реал Бетіс», в якому провів наступні два з половиною роки своєї кар'єри.
Наприкінці січня 2019 року на умовах півторарічної оренди приєднався до італійського «Дженоа». За період оренди взяв участь у 39 матчах за генуезьку команду, в яких забив 9 голів, після чого влітку 2020 року повернувся до «Реал Бетіс».
31 січня 2021 року уклав повноцінний контракт з італійським «Торіно».

## Виступи за збірні
Протягом 2013–2016 років залучався до складу молодіжної збірної Парагваю. На молодіжному рівні зіграв у 5 офіційних матчах.
2013 року дебютував в офіційних матчах у складі національної збірної Парагваю.
У складі збірної був учасником Кубка Америки 2016 року в США.
| Дата       | Місто          | Господарі  | Результат | Гості     | Турнір                                | Голи | Примітки |
| ---------- | -------------- | ---------- | --------- | --------- | ------------------------------------- | ---- | -------- |
| 14-08-2013 | Кайзерслаутерн | Парагвай   | 3 – 3     | Німеччина | товариський матч                      | -    |          |
| 14-09-2013 | Асунсьйон      | Парагвай   | 4 – 0     | Болівія   | Відбір до ЧС 2014                     | -    |          |
| 16-10-2013 | Асунсьйон      | Парагвай   | 1 – 2     | Колумбія  | Відбір до ЧС 2014                     | -    |          |
| 07-09-2014 | Філлах         | Парагвай   | 0 – 0     | ОАЕ       | товариський матч                      | -    |          |
| 15-11-2014 | Луке           | Парагвай   | 2 – 1     | Перу      | товариський матч                      | -    |          |
| 4-06-2016  | Орландо        | Коста-Рика | 1 – 0     | Парагвай  | Кубок Америки з футболу 2016 (1 етап) | -    |          |
| 7-06-2016  | Пасадена       | Колумбія   | 2 – 1     | Парагвай  | Кубок Америки з футболу 2016 (1 етап) | -    |          |
| 11-06-2016 | Філадельфія    | США        | 1 – 0     | Парагвай  | Кубок Америки з футболу 2016 (1 етап) | -    |          |
| 5-10-2017  | Барранкілья    | Колумбія   | 1 – 2     | Парагвай  | Відбір до ЧС 2018                     | 1    | 55'      |
| 10-10-2017 | Асунсьйон      | Парагвай   | 0 – 1     | Венесуела | Відбір до ЧС 2018                     | -    | 56'      |
| 12-6-2018  | Інсбрук        | Японія     | 4 – 2     | Парагвай  | товариський матч                      | -    | 65'      |
| 20-11-2018 | Дурбан         | ПАР        | 1 – 1     | Парагвай  | товариський матч                      | -    | 46'      |
| 23-3-2019  | Гаррісон       | Перу       | 1 – 0     | Парагвай  | товариський матч                      | -    |          |
| 5-9-2019   | Касіма         | Японія     | 2 – 0     | Парагвай  | товариський матч                      | -    | 45' 64'  |
| 10-9-2019  | Амман          | Йорданія   | 2 – 4     | Парагвай  | товариський матч                      | -    | 87'      |
| 10-10-2019 | Крушеваць      | Сербія     | 1 – 0     | Парагвай  | товариський матч                      | -    | 71'      |
| 13-10-2019 | Братислава     | Словаччина | 1 – 1     | Парагвай  | товариський матч                      | -    | 90+1'    |
| 9-10-2020  | Асунсьйон      | Парагвай   | 2 – 2     | Перу      | Відбір до ЧС 2022                     | -    | 90+7'    |
| 14-10-2020 | Мерида         | Венесуела  | 0 – 1     | Парагвай  | Відбір до ЧС 2022                     | -    | 76'      |
| 12-11-2020 | Буенос-Айрес   | Аргентина  | 1 – 1     | Парагвай  | Відбір до ЧС 2022                     | -    | 86'      |
| 17-11-2020 | Асунсьйон      | Парагвай   | 2 – 2     | Болівія   | Відбір до ЧС 2022                     | -    |          |
| Усього     |                | Матчів     | 21        |           | Голів                                 | 1    |          |